# Зоометафора в румынском языке
Зоомета́фора в румы́нском языке́ — собирательное название лексических единиц (слов, словосочетаний и фразеологизмов) румынского языка, предназначенных для образной оценки человека путём переноса на него качеств какого-нибудь животного. В румынском языке зоометафоры используются для ласкательного обозначения человека, а также для оскорбления или неодобрительного сравнения с животным, качества которого вызывают отрицательное отношение.
Румынская зоометафора является предметом изучения в рамках лингвистики, филологии и лингвокультурологии романских языков. Исследованию данного вопроса посвящены некоторые публикации А.О. Кубасовой.

## Ласкательные обозначения
Как и во многих других языках, в румынском языке зоометафоры нередко используются для того, чтобы выразить чувство любви, привязанности, доброжелательного отношения к собеседнику. Наиболее распространённым словом, используемым в этих целях, является рум. pui «птенец, цыплёнок». Оно изменяется по форме несколькими способами, а именно: puiule, puico — звательный падеж без суффикса; puișorule, puicuțo — он же с уменьшительным суффиксом; puișorul meu — исходная форма в сопровождении притяжательного местоимения и т. п. Слово pui отмечено словарями в качестве ласкового обращения, оно используется при обращении к ребёнку (в значении «малютка, крошка», например, puiul mamei — «моя крошка») и при обращении к любимому, дорогому человеку («душка, милашка», например puiul meu drag — «любимый мой»). Эта зооморфная метафора, будучи употреблённой в качестве обращения (puiule), может нести в себе оттенок снисхождения, при этом без признаков насмешки или издёвки. Так, приводятся следующие реальные примеры словоупотребления:
- Се mai faci, puiule? — спрашивает начальник тюрьмы во время обхода у заключенного, желая показать своё доброжелательное отношение и отсутствие злых намерений;
- Ascultă, puiule, asta-i masa noastră. Tu te-ai așezat la ea («Слушай, детка, это наш стол. А ты уселся за него») — говорит один из посетителей кафе другому, не входящему в его компанию. Обращение pui(ule), адресованное незнакомому человеку, может быть расценено как панибратское, фамильярное и вызвать негативную реакцию.

Примеры и способы употребления зоометафоры pui как ласкового (а иногда и наигранно ласкового) обращения чрезвычайно разнообразны и являются предметом подробных исследований.
Относительно употребимым является слово porumbiță (porumbițo, porumbița mea) «голубка», которое может применяться к любимой девушке, а иногда — к дочери или внучке. Зооморфизм broscoi «лягушонок» — распространённое ироничное название малыша, как, например, в такой фразе: Măi broscoiule, să nu mai plângi (Ну, сыночек (букв. лягушонок), перестань плакать) — успокаивает мать сына. В словарях отмечается слово mânz «жеребёнок», которое обозначает мальчугана, юношу резвого и полного живости; оно обычно применяется в сравнительных оборотах. Ещё пример — vrăbiuță «воробушек»: Soarele meu! Vrăbiuța mea! (Солнышко мое! Воробушек мой!) — распространённое ласковое обращение матери к младенцу или ребенку от года до двух лет. В обращениях к ребёнку более старшего возраста встречаются зооморфизмы-вокативы: iepurașule «зайчонок» и даже gândăcelule «жучок».
В узусе зоометафор, которые используются в румынском языке в ласкательных целях, имеются названия животных, образ которых вызывает одобрительную и положительную оценку (например, наименования детёнышей), а также диминутивы (vrabie «воробей» -> vrăbiuță «воробушек»; iepure «заяц» -> iepuraș «зайчик» и др.). Знаменитый румынский лингвист Йоргу Йордан, приводя в качестве ласкательных апеллятивов măgăruș (от măgar «осёл») и purceluș (от porc «свинья» -> purcel «поросёнок»), несущих отрицательную коннотацию, отмечает, что благодаря уменьшительному суффиксу (в purc-el-uș их даже два) эти лексемы приобретают положительную эмоциональную оценку, что несколько скрашивает присущую их основному значению негативность.
Выбор зооморфной лексемы для ласкового обращения осуществляется носителем языка интуитивно, но за ним, как правило, стоит глубинное (неосознанное) семантическое согласование определённых черт животного с характеристикой человека. Это хорошо заметно на примере использования слова mânzule «жеребёночек», данный зооморфизм передает неопытность адресата речи как следствие его молодости. Очевидна и семантическая связь между выбором зоометафоры vrăbiuță «воробушек» и характеристикой маленького ребёнка, беззащитного перед агрессивной внешней средой.

## Инвективная лексика
Зоометафоры используются в румынском языке и в качестве отрицательной характеристики человека, в том числе грубой. В этом случае его личности приписываются отрицательные черты, характерные для того или иного вида животного. При этом название животного может использоваться либо в качестве контекстуального синонима при упоминании данного индивида, либо упоминаться в сравнительных оборотах.
Характерной особенностью румынского языка является то, что по критерию глупости в качестве зоометафор в этом языке используется большое количество наименований видов домашних животных. Например: prost (proastă) са о oaie / о capră / о găină / о gâscă «глупый (глупая) как овца / коза / курица / гусыня» — в этом выражении показывается возможность употребления зооморфизмов женского рода по отношению к мужчине, что усиливает негативную окраску. Ещё один пример, характерный только для мужского рода: са un țар / un bou / un măgar «глуп как козёл / вол / осёл».
Ещё одной особенностью, уникальной для румынского языка и нехарактерной для других языков индоевропейской семьи, является частое упоминание вола в качестве инвективы. Предположительно, это связано с большой хозяйственной ролью данного вида животных в Румынии на протяжении долгих лет. Сравнение человека с этим животным в отдельных случаях может носить положительную коннотацию в значении силы, выносливости, но чаще используется для описания умственных способностей.
Исследователи обратили внимание и на тот факт, что лексема măgar (осёл) помимо признаков тупости и упрямства может приобретать способность выражать такие свойства человеческой натуры, как грубость, невежественность, плохое воспитание.